# تلویزیون اینترنتی

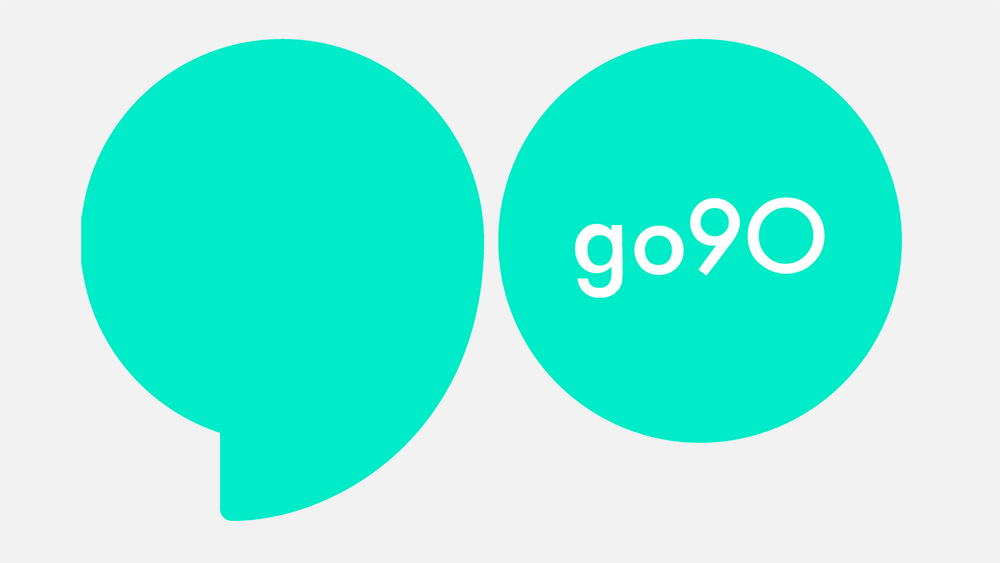
تلویزیون اینترنتی

تلویزیون جاری (انگلیسی: Streaming television) یک توزیع دیجیتال از محتوای تلویزیون است که برنامه‌های تلویزیونی و رسانه جاری را بر روی اینترنت ارائه می‌دهد. تلویزیون جاری در مقابل سیستم‌های هوایی تلویزیون زمینی و سیستم‌های تلویزیون کابلی یا تلویزیون ماهواره‌ای است. استفاده از ویدیوهای آنلاین جاری و وب تلویزیون توسط مصرف‌کنندگان از زمان راه‌اندازی سکوی برخط ویدئو مانند یوتیوب و نتفلیکس افزایش چشم‌گیری داشته‌است.

## واژه‌شناسی
همچنین به عنوان تی‌وی جاری، تلویزیون آنلاین، و اینترنت تلویزیون شناخته می‌شود.